# 動
Ce caractère kanji se lit ドー (dō) en lecture on ou うごく (ugoku), うごかす (ugokasu), うごき (ugoki) en lecture kun. Il veut dire « mouvement » ou « action ».

## Exemples
Le Château ambulant, en anglais Howl's Moving Castle, en japonais ハウルの動く城, Hauru no ugoku shiro.